# Charles Domergue

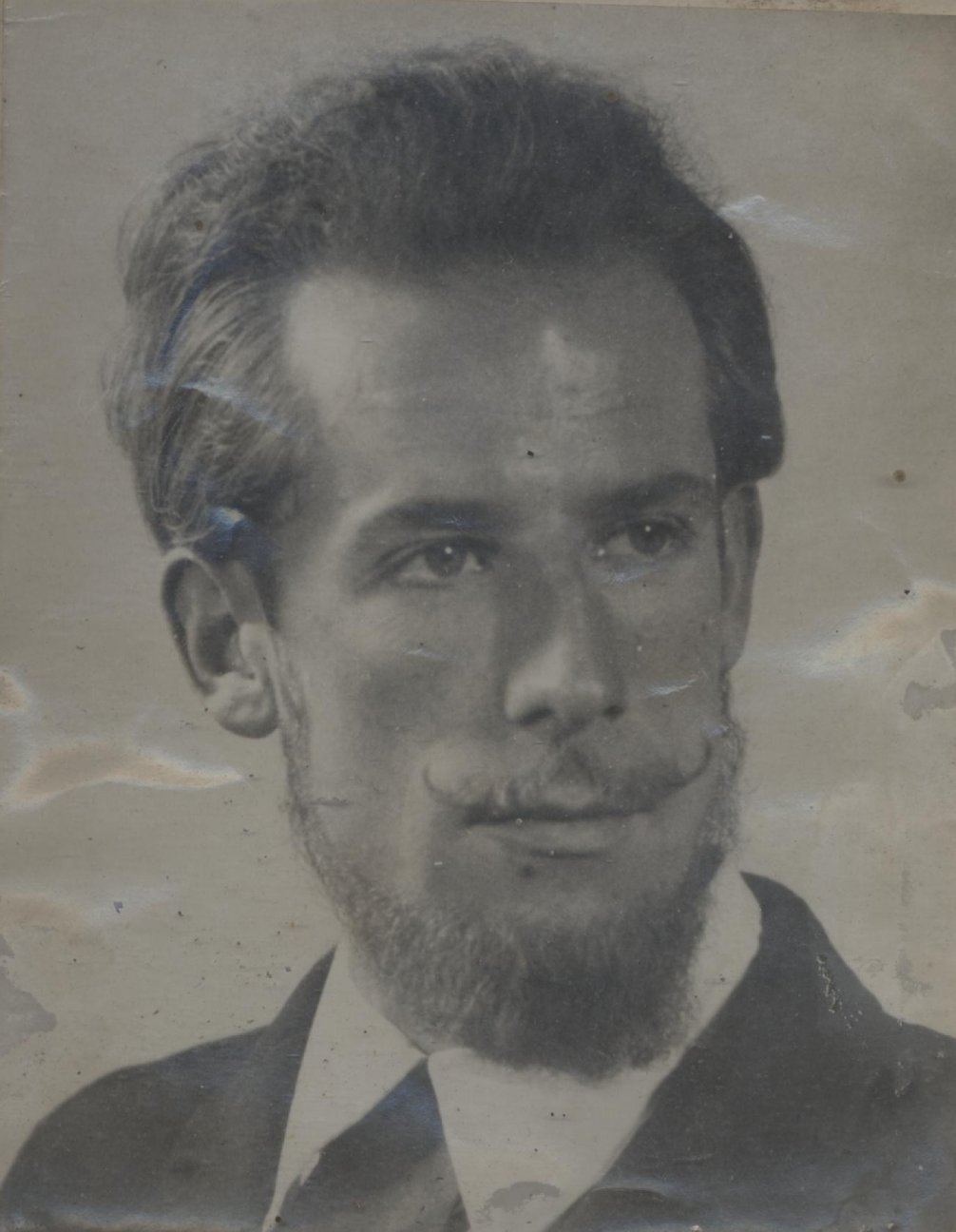
Charles Domergue

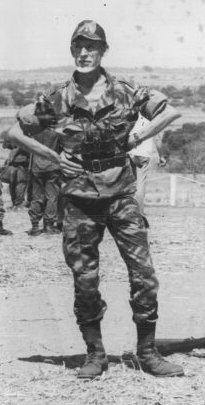
Domergue bei herpetologischen Studien in Reggane, Algerien im Jahr 1960.

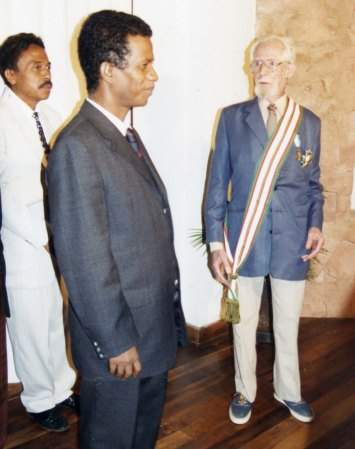
Domergue beim Empfang eines madagassischen Verdienstordens.

Charles Antoine Domergue (* 5. Januar 1914 in Besançon, Frankreich; † 31. Dezember 2008 in Tananarive, Madagaskar) war ein französischer Naturforscher, Ornithologe, Höhlenforscher und Herpetologe, der einen Großteil seines Lebens auf Madagaskar forschte. Ferner beschäftigte er sich mit den Auswirkungen der Umweltverschmutzung.

## Leben und Wirken
Bereits als Teenager in den 1920er Jahren erkundete Domergue mit Professor Eugène Fournier Höhlen im Jura und im Département Doubs. 1937 erlangte er einen akademischen Grad in Physik, Chemie und Biologie. Zwischen 1938 und 1945 folgten Zertifikate in Botanik, Zoologie, Geologie und allgemeiner Chemie. Während des Zweiten Weltkriegs war Domergue Mitglied der Résistance-Gruppe Franche-Comté Libération. Im Februar 1944 wurde er von der Gestapo verhaftet, gefoltert und nach Deutschland deportiert. Im August 1944 konnte er sich befreien. 1946 wurde er für seine Tapferkeit mit der Médaille de la Résistance ausgezeichnet. 1946 ging er als Hydrogeologe nach Tunesien, wo er an der Errichtung von Artesischen Brunnen in den Wüstenregionen des Landes beteiligt war. Nach der Unabhängigkeit Tunesiens im Jahr 1956, setzte er seine Arbeit in Algerien fort. Als auch Algerien im Jahr 1962 seine Unabhängigkeit erklärt, ging er für kurze Zeit zurück nach Frankreich. 1962 erlangte er die Licence d’État et Licence d’Enseignement en Sciences (Äquivalent zum Docteur es Sciences) für seine geologische und herpetologische Forschungsarbeit in Tunesien und Madagaskar. Anschließend wurde er Mitarbeiter am Muséum national d’histoire naturelle in Paris. Domergue war ein enger Mitarbeiter von Édouard-Raoul Brygoo. Er hatte ein Labor am L’Institut Pasteur de Madagascar, wo er bis zu seinem Tod arbeitete. Er war Professor an der Universität von Toliara auf Madagaskar und Mitglied der L’Académie malgache. Domergue beschrieb zahlreiche Reptilienarten und -unterarten Madagaskars, darunter mehrere Chamäleon- und Schlangenarten. 1973 schrieb er ein Buch über die Chamäleons von Madagaskar mit dem Titel Notes sur les Caméléons de Madagascar.
Charles Domergue war mit Rose Lavite verheiratet, die ihn mehr als 30 Jahre bei seiner Forschungsarbeit unterstützte. Aus dieser Eher gingen die Tochter Sylvie (* 1964) und der Sohn Claude (* 1944) hervor. Die Tochter ist Professorin für Musik, der Sohn ist Pilot.

## Widmungen und Dedikationsnamen
Das Reservat PK32-Ranobe, nördlich von Toliara zwischen den Flüssen Manombo und Fiherenana gelegen, trägt den Beinamen Forêt Domergue. 1965 benannte der französische Herpetologe Georges Pasteur die Untergattung Domerguella aus der Geckogattung Lygodactylus zu Ehren von Domergue. 1980 benannte Rolande Roux-Estève die Blindschlangenart Typhlops domerguei nach Domergue. Die 1969 von Domergue und Brygoo beschriebene Chamäleonart Brookesia thieli trägt im Englischen den Trivialnamen Domergue’s Leaf Chameleon.

## Auszeichnungen
- Croix de guerre 1939–1945
- 1946: Médaille de la Résistance
- 1950: Nischan-el-Iftikhar-Orden von Tunesien
- 14. Juli 1967: Ritterorden der Ehrenlegion

## Schriften (Auswahl)
- 1942: Les serpents de Franche-Comté : Description, habitat, reproduction, venin, chasse, vie en captivité, légendes suivis d'une brève étude des lézards (mit 27 Illustrationen, davon 17 Zeichnungen vom Autor). édition Imprimerie de l'Est (Besançon)
- 1962: Un serpent venimeux à Madagascar : Madagascarophis colubrina. Bull. Acad. malg.
- 1963: Observation sur les hémipénis des ophidiens et sauriens de Madagascar. Bull. Acad. malg., 21–23
- 1967: Clé simplifiée pour la détermination sur le terrain des serpents communs de Madagascar. Bull. Acad. malg.
- 1970: Notes sur les Serpents de la Région Malgache. Lycodryas maculatus (Günther, 1858), espèce des Comores. Description de deux femelles. Bull. Mus. Nat. Hist. Nat. Paris, 42: 449–451.
- 1972–1973: II. Étude de trois Serpents malgaches : Liopholidophis lateralis (D. & B.), L. stumpffi (Boettger) et L. thieli n. sp. Bull. Mus. Nat. Hist. Nat. Paris, 77: 1397–1412
- 1973: Notes sur les Caméléons de Madagascar
- 1983: La forêt du PK 32 au nord de Tuléar. Note préliminaire en vue de sa mise en réserve. Bull. Acad. malg., 61: 105–114
- 1994: Nouvelles espèces du complexe Stenophis et Lycodrias. Bull. Acad. malg. 21 avril
- 1994: Notes sur les serpents de la région malgache. X. Boïginae nouveaux des genres Stenophis et Lycodrias. Bull. Acad. malg.